# Marquês de Vila Real
O título de Marquês de Vila Real foi instituído por carta do Rei D. João II de Portugal de 1 de Março de 1489, em benefício de D. Pedro de Meneses, 3.º Conde de Vila Real.
O título sucedeu ao de Conde de Vila Real, que havia sido criado em 1424, por D. João I, a favor de D. Pedro de Meneses, avô do anterior. Os Marqueses de Vila Real foram também titulares dos Condados de Ourém, de Alcoutim e de Valença. O 5.º Marquês recebeu o título de Duque de Vila Real. Já os 6º e 8º marqueses receberam o título de Duque de Caminha de Filipe IV de Espanha (Filipe III de Portugal).
O 8.º marquês de Vila Real – D. Miguel Luís de Meneses, 2.º Duque de Caminha – entrou numa conjura contra D. João IV, supostamente por obediência filial. Todavia, descoberta a rebelião foram presos todos os fidalgos que nela tomaram parte, tendo à frente o arcebispo-primaz D. Sebastião de Matos Noronha. De nada serviram as súplicas para que fosse perdoado D. Miguel Luis de Meneses. Morreu, como os outros conjurados, no dia 29 de Agosto de 1641, degolado num cadafalso erguido no Rossio de Lisboa, depois de ter estado preso em São Vicente de Belém.
Por ausência de descendência directa do último marquês, o título foi extinto, sendo sua representante a Marquesa de Vagos, Maria Mafalda da Silva de Noronha Wagner.
Não obstante, o título continuou em Espanha, com a designação de Duque de Camiña e Grandeza de Espanha (23 de março de 1660), e está hoje na Casa dos Duques de Medinaceli.
O Condado de Vila Real foi recriado pelo Rei D. João VI, por Decreto de 3 de Julho de 1823, a favor de D. José Luís de Sousa Botelho Mourão e Vasconcelos.

## Condes de Vila Real
1. D. Pedro I de Meneses (1350–1437)
2. D. Brites de Meneses (1400–?) e Fernando de Noronha, seu marido
3. D. Pedro II de Meneses (1432/4–1499), 1º Marquês de Vila Real
4. D. Fernando de Meneses (1453–1523)
5. D. Pedro III de Meneses (1486–1543)
6. D. Miguel de Meneses (1534–1564)
7. D. Manuel de Meneses (1530–1590), Duque de Vila Real
8. D. Miguel Luís de Meneses (1565–1637), 1.º Duque de Caminha
9. D. Luís de Noronha e Meneses (1570–1641)

## Marqueses de Vila Real
1. D. Pedro de Meneses (1432/4–1499), 3º Conde de Vila Real
2. D. Fernando de Meneses (1453–1523)
3. D. Pedro de Meneses (1486–1543)
4. D. Miguel de Meneses (1520–1564)
5. D. Manuel de Meneses (1534–1564), Duque de Vila Real
6. D. Miguel Luís de Meneses (1565–1637), 1.º Duque de Caminha
7. D. Luís de Noronha e Meneses (1570–1641)
8. D. Miguel Luís de Meneses (1614–1641), 2.º Duque de Caminha

## Duque de Vila Real
1. D. Manuel de Meneses (1530–?), 7.º Conde e 5.º Marquês de Vila Real

## A Casa dos Marqueses de Vila Real
Em 1489, é outorgado a Dom Pedro Menezes, primeiro filho de Dona Brites de Menezes, filha herdeira do primeiro conde de Vila Real, o título de primeiro marquês de Vila Real, este casaria com Dona Brites de Bragança, governando vinte e dois anos. A presença da Casa dos Marqueses em Vila Real levou a que muitos outros nobres da corte também se instalassem na cidade a partir do século XVII. Este facto comprova-se pela pedra-de-armas com os títulos de nobreza dos seus respetivos proprietários que ainda hoje se vê em diversas casas senhoriais das ruas adjacentes. Este acontecimento facultará outra denominação à cidade, a Corte de Trás-os-Montes.
Décadas mais tarde, quando Dom Miguel de Menezes governa enquanto oitavo marquês da mesma cidade, paralelamente com o título de duque de Caminha, a sucessão desta família nobre acaba tragicamente. Estamos em 1641 quando os marqueses de Vila Real caem em desgraça devido ao envolvimento na conjura contra Dom João IV. O marquês e seu pai, acusados de traição, serão sentenciados à morte, sobrevivendo-lhe a esposa mas sem descendentes. Nessa mesma data a Casa dos Marqueses é confiscada pelo rei e entregue a Dom Pedro, Infante de Portugal (Costa, 1706: 517).
Em 1641, na sequência da Restauração da Independência, os Marqueses de Vila Real abraçam a causa da união com Espanha, o que enfurecerá Dom João IV, então rei de Portugal, que ordenará a inversão da espada no símbolo de armas da cidade, a espada exibirá a ponta para baixo marcando assim a desonra. Só em 1941 voltará à sua posição inicial depois de um requerimento da Câmara Municipal ao Ministro do Interior.

## A Arquitetura Residencial da Casa dos Marqueses de Vila Real
A habitação ou antigo solar dos marqueses de Vila Real dataria do século XVI, época do primeiro marquês de Vila Real. Esta habitação é conhecida por dois nomes, Casa dos Marqueses de Vila Real ou Casa do Arco, mas outras designações são usadas, embora menos afluentes, como Palácio dos Marqueses de Vila Real, ou Casa da Torre.
Descobre-se esta arquitetura residencial no centro da cidade abraçando uma avenida e uma rua, a fachada principal; a Casa dos Marqueses está voltada para a Avenida Carvalho Araújo, avenida principal da cidade, e a retaguarda, a Casa do Arco está virada para a Rua António Azevedo. O local do edifício está situado numa área arejada de destaca na cidade, a zona envolvente é composta pelos principais monumentos classificados e com proteção da cidade.
Do lado oposto à fachada principal contempla-se a Sé de Vila Real, estes dois edifícios são separados por áreas ajardinas de descanso. No culminar da avenida situa-se uma fonte, esta faz frente ao edifício da junta do município que se encontra do outro lado da avenida. Na vizinhança também se avista o Pelourinho de Vila Real situado num pequeno largo onde ocorriam representações teatrais em tempos remotos.
A casa quinhentista tem dois andares, a fachada principal exibe quatro janelas, em que as do meio são geminadas ao estilo manuelino, a escultura das mesmas destaca uma arquitetura de arcos imponente. No topo destas janelas formosas está uma coroa de carvalhos no meio da qual está gravada a palavra “Aleeo” como símbolo da nobre família Menezes. O cume desta fachada possui ameias, aqui se justifica uma das suas designações, a Casa da Torre, devido à forma de torre que apresenta. A retaguarda, onde ocorreu um restauro porterior, expõe cinco janelas emolduradas com granito, estas ornas mostram um trabalho apelativo mas mais simples, na parte de cima desta face está o brasão de armas da família Menezes, que por consequente é brasão do município. Nesta parte do edifício ainda se vê numas das laterais mais duas janelas revestidas de granito.
A Casa do Arco foi objeto de um emprazamento, feito por Gonçalo Vaz Pinto Guedes, alcaide-mór de Ervededo, por escritura assinada por D. Miguel Luís de Meneses, último titular da casa de Vila Real, em 28.12.1634. O prazo foi sucessivamente renovado pela Coroa até 1834, data em que a Casa do Arco passou para a plena posse da família Vaz Guedes Pereira Pinto, morgados do Arco do Duque, por remissão de fôro.
A palavra “aleeo” permanece na bandeira de Vila Real, e no brasão de armas do município, além da espada empunhada por um braço, também continha a palavra “Aleeo” cercada pela coroa de carvalhos, mas devido à traição do último marquês para com o rei de Portugal, estas feições de heráldicas foram removidas do brasão de armas da cidade. Em 1925, a Associação dos Arqueólogos Portugueses elaborou uma nova constituição da heráldica municipal, revogada pelo Diário do Governo, nº26, II Série, de janeiro de 1962, atribuindo novamente os elementos inicias ao brasão. Segundo consta, “aleeu” faria alusão às palavras proferidas por D. Pedro de Meneses quando aceitou ser Governador de Ceuta “com este ´Aleeo` defenderei Ceuta”.
Atualmente, do lado da fachada principal da Casa dos Marqueses instalou-se no primeiro andar o Posto do Turismo da cidade, e o alçado que exibe o brasão, o espaço está ocupado por um serviço comercial. Na sequência das novas instalações do Posto do Turismo foram empreendidas, com o acordo do Património do Turismo do Douro, uma vez que o edifício faz parte deste, obras de restauro em 2013. A Câmara Municipal de Vila Real associou-se à firme Costa e Carreira, Lda para estes restauros.
Antes da restauração a fachada do edifício necessitava de uma intervenção na sua totalidade, a degradação acentuava-se mais nuns blocos de pedra do que em outros, nomeadamente na escultura das janelas geminadas.

## Título espanhol de Marqueses de Vila Real
Quando o 7º Marquês de Vila Real, 6º Conde de Alcoutim, juntamente com seu filho, Miguel Luís de Meneses, 2.º Duque de Caminha, foi executado em Portugal por alta traição em 1641, sua filha Beatriz de Menezes, casada com o conde espanhol de Medellín, permaneceu na Espanha. 
Para recompensar sua fidelidade à Casa de Habsburgo espanhola, o rei Filipe IV de Espanha concedeu a ela, em 23 de março de 1660, o título de condessa de Alcoutim, Marqueses de Vila Real como título espanhol, hoje incluído entre os títulos da Casa de Medinaceli.
Beatriz de Menezes nunca mais voltou à sua terra natal e este título nunca foi reconhecido em Portugal.
|                                               | Titular                                                                                      | Período                                       |
| Criação em 1660 pelo rei Filipe IV de Espanha | Criação em 1660 pelo rei Filipe IV de Espanha                                                | Criação em 1660 pelo rei Filipe IV de Espanha |
| --------------------------------------------- | -------------------------------------------------------------------------------------------- | --------------------------------------------- |
| I                                             | Beatriz de Meneses                                                                           | 1660-1668                                     |
| II                                            | Pedro Damián Lugardo de Meneses Portocarrero                                                 | 1668-1704                                     |
| III                                           | Luisa-Feliciana de Portocarrero Meneses y Noroña                                             | 1704-?                                        |
| IV                                            | Guillén Ramón de Moncada Portocarrero y Meneses                                              | ?-1727                                        |
| V                                             | María Teresa de Moncada y Benavides                                                          | 1727-1756                                     |
| VI                                            | Pedro de Alcántara Fernández de Córdoba y Moncada                                            | 1756-1789                                     |
| VII                                           | Luis-Tomás Fernández de Córdoba-Figueroa                                                     | 1789-1806                                     |
| VIII                                          | Luis-Joaquín Fernández de Córdoba-Figueroa                                                   | 1806-1840                                     |
| IX                                            | Luis (Tomás de Villanueva) Fernández de Córdoba-Figueroa y Ponce de León                     | 1840-1873                                     |
| X                                             | Luis (María de Constantinopla) Fernández de Córdoba-Figueroa de la Cerda y Pérez de Barradas | 1873-1879                                     |
| XI                                            | Luis-Jesús Fernández de Córdoba y Salabert                                                   | 1880-1956                                     |
| XII                                           | Victoria Eugenia Fernández de Córdoba y Fernández de Henestrosa                              | 1959-2013                                     |
| XIII                                          | Victoria von Hohenlohe-Langenburg                                                            | 2018-                                         |